# Wignall Peak
Der Wignall Peak ist ein 1302 m hoher Berg im ostantarktischen Mac-Robertson-Land. In der östlichen Porthos Range der Prince Charles Mountains ragt er unmittelbar westlich des Mount McCarthy auf.
Luftaufnahmen der Australian National Antarctic Research Expeditions aus den Jahren von 1956 und 1965 dienten seiner Kartierung. Das Antarctic Names Committee of Australia benannte ihn nach R. Michael Wignall, Wetterbeobachter auf der Davis-Station im Jahr 1964.